# Список рек Колумбии

Карта основных рек Колумбии

Ниже представлен список крупнейших рек Колумбии. Сортировка по бассейну.

## Атлантический океан

### Река Амазонка
- Амазонка
  - Риу-Негру
    - Ваупес[англ.]
    - Ичана[англ.]

  - Какета
    - Кагуан[англ.]
    - Ортегуаза[исп.]

  - Путумайо
    - Игара-Парана[англ.]
    - Гуамуэс[исп.]

### Река Ориноко
- Ориноко
  - Араука
  - Капанапаро[исп.]
  - Синаруко[англ.]
  - Мета
    - Касанаре[исп.]
    - Пауто[исп.]
    - Кусиана[исп.]

  - Томо[исп.]
  - Вичада
  - Гуавьяре
    - Инирида
    - Гуаяберо[исп.]
      - Каньо-Кристалес

### ОзероМаракайбо
- Кататумбо
  - Сулия
    - Памплонита[исп.]

  - Сардината[исп.]

### Карибское море
- Атрато
  - Мурри
- Магдалена
  - Сан-Хорхе[англ.]
  - Каука
    - Санхон-Росо
    - Нечи[англ.]
      - Медельин

    - Отун[исп.]
    - Ла-Вьеха[исп.]
      - Киндио[англ.]

    - Кали[исп.]
    - Пансе[исп.]

  - Цезарь[англ.]
    - Гуатапури[англ.]

  - Лебриха[англ.]
  - Согамосо[исп.]
    - Чикамоча[исп.]
    - Суарес[англ.]

  - Опон
  - Наре[исп.]
  - Богота
    - Риу-Фриу[англ.]
    - Фуча[англ.]
    - Арсобиспо[англ.]
    - Соача[англ.]
    - Теусака[англ.]
    - Тунхуэло[англ.]

  - Сумапас[англ.]
    - Куха[англ.]

  - Сальданья[исп.]
  - Лас-Сейбас[исп.]
  - Паэс[англ.]
- Мендиуака[англ.]
- Ранчерия[англ.]
- Сину[исп.]

## Тихий океан
- Баудо[исп.]
- Сан-Хуан
- Дагуа[англ.]
- Анчикая[англ.]
- Тапахе[англ.]
- Санкианга[англ.]
- Патия
  - Гуайтара
- Мира[англ.]